# Condado de Orleans (Nova Iorque)
O Condado de Orleans é um dos 62 condados do Estado americano de Nova Iorque. A sede do condado é Albion, e sua maior cidade é Albion. O condado possui uma área de 2 117 km² (dos quais 1 104 km² estão cobertos por água), uma população de 44 171 habitantes, e uma densidade populacional de 44 hab/km² (segundo o censo nacional de 2000). O condado foi fundado em 1824.